# Fever (The Black Keys)
Fever is een nummer van de Amerikaanse rockband The Black Keys uit 2014. Het is de eerste single van hun achtste studioalbum Turn Blue.
Dankzij de drums en de synthesizers kent "Fever" een ander geluid dan eerdere nummers van The Black Keys. Het nummer had met een 77e positie in de Billboard Hot 100 niet veel succes in Amerika. In Vlaanderen werd het nummer met een 2e positie in de Tipparade wel een bescheiden succesje, terwijl het in Nederland geen hitlijsten wist te behalen.